# 苏包尔县
苏包尔县（Supaul district）是印度的一個縣，位於該國東北部，由比哈爾邦負責管轄，面積2,410平方公里，識字率為59.65%，2011年人口2,228,397，人口密度每平方公里925人。

## 外部連結
- Supaul Information Portal